# Gisela Elsner
Gisela Elsner, född 2 maj 1937 i Nürnberg, död 13 maj 1992 i München, var en tysk författare. Hon tilldelades Prix Formentor år 1964. Elsner var medlem i Gruppe 47, Dortmunder Gruppe 61 och PEN-Zentrum Deutschland.

## Biografi
Gisela Elsner studerade filosofi, germanistik och teatervetenskap vid Wiens universitet. Därefter försörjde hon sig som frilansande skribent i Tyskland, Rom, London, Paris, New York och slutligen i München. År 1958 gifte hon sig med författaren Klaus Roehler och fick med denne en son, Oskar. Elsner och Roehler skilde sig och Elsner gifte senare om sig med konstnären och författaren Hans Platschek.
Den 12 maj 1992 kollapsade Elsner utomhus av ett nervsammanbrott orsakat av bland annat ekonomiska svårigheter och en mörk syn på framtiden. Hon lades in på sjukhuset Privatklinik Josephinum i Maxvorstadt i München. Följande dag begick hon självmord genom att hoppa från fjärde våningen på sjukhusbyggnaden.
År 2000 kom sonen Oskar Roehlers film Den oberörbara (Die Unberührbare) om moderns liv och död.